# Belfast
Belfast (din irlandeză, Béal Feirste — gura bancurilor de nisip) este capitala și cel mai mare oraș al Irlandei de Nord. Ca populație, este al 14-lea oraș din Regatul Unit și al doilea de pe Insula Irlanda (după Dublin). Este sediul guvernului regional al Irlandei de Nord și al legislativului acestei țări. Orașul Belfast are o populație de 267.500 de locuitori și se află în centrul zonei urbane Belfast, cu o populație de 483.418. Aria urbană extinsă, conform definiției Uniunii Europene, are o populație totală de 641.638 de locuitori. Belfast a primit drepturi de oraș în 1888.

## Istoric
Belfast a fost un centru al industriei irlandeze a inului (de unde și porecla de Linenopolis), a prelucrării tutunului, fabricației de frânghii și a industriei navale: principala firmă locală de construcție de nave, Harland and Wolff, care a construit vasul RMS Titanic, a propulsat Belfastul pe scena mondială la începutul secolului al XX-lea, ca cel mai mare și mai eficient șantier naval din lume. Belfast a jucat un rol important în Revoluția Industrială, obținându-și un renume de centru industrial mondial până în a doua jumătate a secolului al XX-lea.
Industrializarea și imigrația adusă de ea au făcut din Belfast, chiar dacă doar pentru scurt timp, cel mai mare oraș din Irlanda la începutul secolului al XX-lea, iar succesul industrial și economic al orașului au fost invocate de unioniștii din Ulster care se opuneau autoguvernării Irlandei ca motive pentru care Irlanda ar trebui să renunțe la autoguvernare și pentru care în special Ulsterul trebuie să i se opună.

## Prezent
Astăzi, Belfast rămâne un centru industrial, artistic, universitar și de afaceri, centru legal, și motorul economic al Irlandei de Nord. Orașul a suferit mult în perioada de conflicte interetnice denumite The Troubles, dar a trecut apoi printr-o perioadă prelungită de calm, eliberat de intensa violență politică din anii precedenți, reluându-și substanțiala creștere economică și comercială. Centrul Belfastului s-a extins considerabil și a fost reconstruit, în special în zona pieței Victoria.
Belfastul este deservit de două aeroporturi: Aeroportul Municipal George Best Belfast din oraș, și Aeroportul Internațional Belfast, la 24 km vest. Belfast este și un important port maritim, docurile comerciale și industriale dominând linia țărmului limanului Belfast, inclusiv celebrul șantier naval Harland and Wolff. Belfast este oraș constituent al Coridorului Dublin-Belfast, arie metropolitană transfrontalieră cu o populație de trei milioane de locuitori, jumătate din populația insulei.

## Climă
Temperata oceanică. Temperatura medie anuală este de +6 °C în ianuarie și de +18 °C în iulie.

## Economia
- Industria constructoare de nave
- Industria textilă

## Personalități
- William Thomson (1824 - 1907), fizician;
- Osborne Reynolds (1842 - 1912), fizician;
- Thomas Andrews (1813 - 1885), medic, chimist, fizician;
- Clive Staples Lewis (1898 - 1963), scriitor;
- Haim Herzog (1918 - 1997), președinte al Israelului;
- Margaret Daly (n. 1938), om politic, europarlamentar;
- David Trimble (1944 – 2022), om politic;
- Mairead Corrigan (n. 1944), laureată a Premiului Nobel pentru Pace
- Van Morrison (n. 1945), cântăreț;
- Gerry Adams (n. 1948), politician.

## Orașe înfrățite
- Nashville (TN), Statele Unite ale Americii
- Hefei, China
- Boston (MA), Statele Unite ale Americii